# Wang Quan'an
Wang Quan'an (n. en Shanxi, China; 1965) es un guionista, director y actor de cine.
Actualmente es uno de los directores y guionistas más importantes e influyentes en el mercado cinematográfico chino, abriéndose puertas a la vez en el ámbito internacional. En su cine se refleja la línea que siguen los denominados directores de la Sexta Generación de directores chinos. La "Sexta Generación" es el nombre concedido a un grupo de directores chinos que se graduaron en la Academia de Cine de Beijing y el Instituto Central de Drama a finales de los años 80 y la década de 1990, que incluyen a Wang Xiaoshuai, Lou Ye, Lu Xuechang, Zhang Yuan, Guan Hu, Li Xin y Jia Zhangke.
La atención de estos directores hacia la sociedad contemporánea y su sorprendente estilo personal les distinguió de la Quinta Generación, encabezada por Zhang Yimou y Chen Kaige. A diferencia de la Quinta Generación, en la cual las películas recalcaban los aspectos estéticamente preciosos de la luz y del color y donde los cineastas se preocupaban poco por el mercado internacional, en la Sexta Generación, este último aspecto ha sido claramente significante los últimos años, y en cuanto a consideraciones estéticas, hablar del cine chino actual es hablar de miradas y relatos de una modernidad rabiosa, capaz de dar voz a las nuevas formas de soledad urbana. Es hablar del realismo sucio y nervioso o de la sofisticación minimalista y preciosista. Es hablar de un cine de género, fantástico y de acción, que ha tenido gran eco en el público y que ha acabado influyendo a algunos de los más importantes directores norteamericanos, como es el caso de Quentin Tarantino y sus recreaciones del cine hongkonés de artes marciales y de acción.
Como seguidor de este movimiento, Wang Quan’an refleja en sus películas la realidad social china, muchas veces de forma dramática y un poco exagerada. Habla de clases bajas, pone de manifiesto la problemática de la modernización en el país. Habla de la vida de gentes, sobre todo de las mujeres, lo cual le inspira mucho, como por ejemplo en películas como La Boda de Tuya (2006) o Fuego de Fénix (2008)

## Trayectoria profesional
1991: Se graduó en la Academia de Cine Beijing. Luego fue asignado como director en una productora de cine de Xi’an. Mientras escribió muchos guiones de cine.
2000: Guionista y director de Eclipse Lunar (Yue Shu 月蚀), logrando mucha atención. Sucesivamente ha participado en más de 20 festivales de cine internacionales, logrando así mismo premios relevantes.
2003: Guionista y director de The Story of Ermei, (Jing Zhe 惊蛰) El nombre es la traducción literal significa el despertar de los insectos, que se refiere a la primera tormenta del año del 3º periodo solar donde el espírititu del insecto aparece. Esta película le hizo ser más admirado. Trata de la actualidad de China, con los contenidos de la vida diaria.
2005: Le ofrecen el proyecto de dirigir Bai Lu Yuan (白鹿原), el cual se prolonga durante varios años y al final abandona.
2006: Guionista y director de La Boda de Tuya (图雅的婚事 Tu ya de hun li)
2007-2008: Trilogía de películas sobre un mismo ambiente y tema con personajes diferentes.
- Chica de textiles, a la cual se la cambió oficialmente el nombre en el 2008 a Fuego de Phoenix ( 纺织 姑娘 Fang Zhi Gu Niang)
- Artistas de la calle (流浪艺人 Liu Lang Jie Tou)

2009: Director y guionista de Reunión (团圆 Tuan Yuan) (Se prevé acabar de rodarla en el verano del mismo año.)
También ha actuado en dos películas
1991: Montañas nevadas义侠 y Pekín, buenos días. 北京你早

## Premios y participación en festivales
2000: Eclipse lunar,
- participó y ganó el premio del jurado en el festival internacional de Moscú.
- También ganó en el festival internacional de cine de Francia premio a la mejor actriz.
- Participó en el festival internacional de cine de Jeonju (Corea)
- Participó en el festival internacional de cine de Italia.

2003: The Story of Ermei.
- Participó en el festival de Berlín.
- Participó en el festival internacional de París y obtuvo el premio a la mejor actriz.
- Premiada también con el galardón chino Gallo de Oro
- Premio del jurado en el Festival de cine Universitario de China.

2006: La Boda de Tuya.
- Premio Oso de Berlín en el Festival de Cine de Berlín.

## Problemática en su carrera profesional: Bai Lu Yuan 白鹿原
Bai Lu Yuan es una de las novelas más importantes y dramáticas de China. La opinión histórico-política del libro es muy revolucionaria y polémica por el tema que trata (la revolución cultural) y además hay mucha descripción de escenas sexuales. Esta obra estuvo prohibida realizarla en película durante 15 años. Directores como Zhang Yi Mou, Cheng Kai Ge, Wu Tian Ming… quisieron hacerla, pero los contenidos son tan sensibles y complicados que no lo hicieron.
En el 2002 el grupo de Xi’an Film Studio compró los derechos de adaptación para hacer la película. En el 2003, con la recomendación y ayuda del guionista Lu Wei, se hace un contrato con el grupo de Xi’an para que el director sea Wang Quan’an, colaborando a su vez con Lu Wei para hacer el guion.
El tiempo de preparación se alargó mucho ya que la película había suscitado gran atención en las células de poder de la sociedad china. El rodaje se prolongó mucho y mientras tanto Wang Quan’an rodó La Boda de Tuya.
Pero en el 2007, decide por fin no hacerla y retirarse del proyecto. Las causas de esto fueron que el grupo de trabajo quería hacerla muy deprisa, sin ni siquiera tener confirmados a los actores. “El productor, -en palabras de Wang Quan’an- no le da importancia a la calidad y yo no lo acepto porque no me gusta trabajar así. En Hollywood está de moda hacer las cosas así pero en China, los productores aún no tienen esa capacidad”
Finalmente a principios de julio de 2007 vende los derechos cinematográficos de la película a la empresa productora Zi Jin.

## Trayectoria profesional en la actualidad
En la actualidad, él quiere hacer las cosas que de verdad siente y quiere. Le gusta hacer las películas basadas en su lugar de origen. Puso en marcha un proyecto de una trilogía de películas que tuviesen en común el mismo ambiente y tema pero con protagonistas diferentes. Una de ellas, Chicas de textiles, la cual fue renombrada a Fuego de Phoenix, no fue nominada en el pasado festival de Cannes. Se ha llevado a cabo en los suburbios del este de Xi'an y se refleja la suerte de los trabajadores textiles donde aprender a mezclar hilos mientras cantan y bailan.
La última película que está haciendo, la cual se prevé que acabe de rodar a finales de este verano es Reunión, la cual trata el enfoque de los intercambios a través del estrecho, y cuenta la historia de un veterano jubilado del KMT cuando quiere volver a Shanghái. Lleva desde hace muchos años separado de su esposa, deja a su esposa, y ahora la familia tiene una incursión grave en la historia.
Le gusta que hoy en día el mercado de cine chino está más abierto a múltiples temáticas, no como hace años. Está más maduro por lo tanto a ideas para hacer nuevas películas. Actualmente se le da mucha importancia al mercado extranjero, lo cual no pasaba antes, y esto aporta mucho dinero.